# Jaroslav Plzák
Jaroslav Plzák (23. září 1926 Smečno – 6. května 1953 Věznice Pankrác) byl český úředník a vojenský zběh odsouzený v politickém procesu komunistickým režimem k trestu smrti a v roce 1953 popraven.

## Životopis
Narodil se v roce 1926 ve Smečně. Pracoval jako účetní úředník. Byl rovněž členem KSČ.
V roce 1952 nastoupil na povinnou vojenskou službu. Nástupu na ni se přitom snažil vyhnout a snažil se jej oddálit. Na vojně pak působil v útvaru v Mariánských Lázních. Postupem času se na službě dostal do kontaktu s muži, kteří rovněž na vojenské službě nechtěli působit, a naplánoval s nimi útěk do Západního Německa. Ještě předtím ovšem v Československu přepadl zlatnictví, aby si zajistil pro pobyt v zahraničí nějaké finanční prostředky.

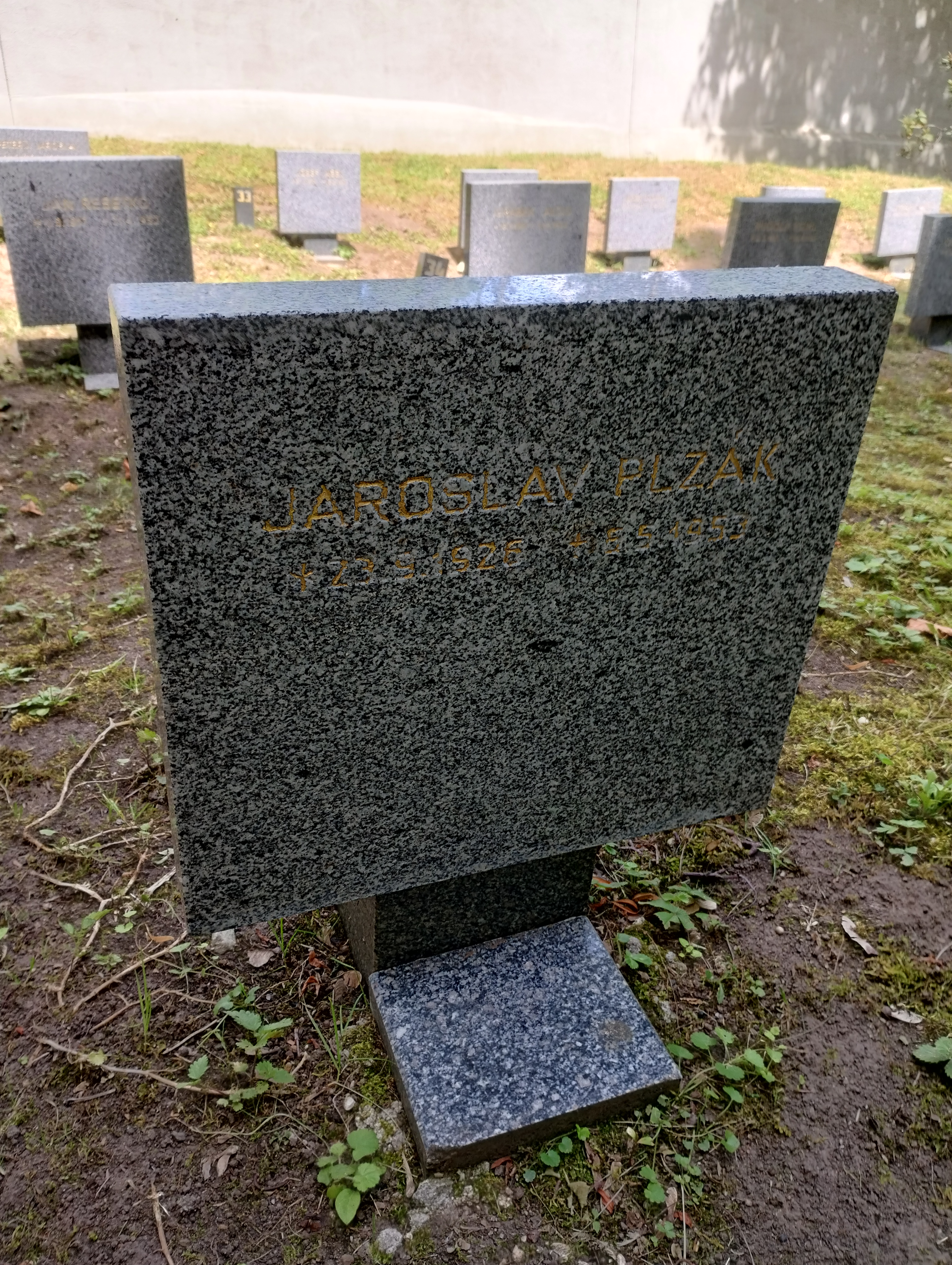
Symbolický náhrobek J. Plzáka na Čestném pohřebišti v Ďáblicích

Celá akce se mu nejprve podařila. Z vojny zběhnul a zlatnictví přepadl, nicméně během svého útěku zastřelil jednu osobu. Státní bezpečnost z případu uměle vytvořila celostátní spiknutí s cílem svrhnout komunistický režim v zemi za pomoci zahraničních zpravodajských služeb. Po svém dopadení byl v politickém procesu konaném v říjnu 1952 odsouzen k trestu smrti. V případu pak odsouzeno dalších sedm osob, kterým se o plánované emigraci byť jen zmínil, k dlouholetým trestům odnětí svobody. Popraven byl v květnu 1953.